# Cesanese
Cesanese ist eine Rotwein Rebsortenfamilie. Sie ist sehr alt und wird in Italien fast nur in der Metropolitanstadt Rom sowie den Provinzen Latina und Frosinone (in Latium) angebaut. Sie ist jedoch immer seltener zu finden, obwohl aus ihr qualitativ guter Wein erzeugt werden kann. 
Es gibt zwei Varianten:
- Cesanese Comune, die auch Bonvino Nero genannt wird, und
- Cesanese d’Affile.

In den Weinbaugemeinden Affile, Piglio und Olevano Romano werden die besten Weine aus Cesanese hergestellt. Die beiden Cesanese-Sorten verfügen über eine Rebfläche von ca. 2.300 Hektar.
Siehe auch: Weinbau in Italien, Liste von Rebsorten